# Colombe (film)
Pour les articles homonymes, voir Colombe (homonymie) et The Dove.
Pour plus de détails, voir Fiche technique et Distribution.
Colombe (The Dove) est un film américain réalisé par Roland West, sorti en 1927.

## Fiche technique
- Titre : Colombe
- Titre original : The Dove
- Réalisation : Roland West
- Scénario : Roland West, Paul Bern et Wallace Smith d'après la pièce de Willard Mack
- Production : Norma Talmadge
- Photographie : Oliver T. Marsh
- Montage : Hal C. Kern
- Direction artistique : William Cameron Menzies
- Pays de production : États-Unis
- Format : Noir et blanc - 1,33:1 - Film muet
- Genre : Aventure, drame et romance
- Durée : 90 minutes
- Date de sortie : 
  - États-Unis : 31 décembre 1927

## Distribution
- Norma Talmadge : Dolores
- Noah Beery : Don José María y Sandoval
- Gilbert Roland : Johnny Powell
- Eddie Borden : Billy
- Harry Myers : Mike